# 5952 Davemonet
5952 Davemonet este un asteroid din centura principală de asteroizi.

## Descriere
5952 Davemonet este un asteroid din centura principală de asteroizi. A fost descoperit pe 4 martie 1987 la Stația Anderson Mesa de Edward L. G. Bowell. El prezintă o orbită caracterizată de o semiaxă mare de 2,27 ua, o excentricitate de 0,11 și o înclinație de 4,1° în raport cu ecliptica.